# Lajla i Madżnun (opera)
Lajla i Madżnun (az. Leyli və Məcnun) – pierwsza azerbejdżańska opera skomponowana w roku 1907 przez Üzeyira Hacıbəyova do libretta opracowanego wspólnie przez Üzeyira i Ceyhuna Hacıbəyovów na podstawie poematu perskiego Lajla i Madżnun autorstwa Nezamiego w adaptacji Fuzuliego.

## Premiera
Prapremiera opery Lajla i Madżnun miała miejsce 25 stycznia 1908 roku (według kalendarza juliańskiego: 12 stycznia 1908 roku) w Teatrze Tağıyeva w Baku. Dyrygował Əbdürrəhim bəy Haqverdiyev, podczas gdy Hacıbəyov grał na skrzypcach w orkiestrze. Dzieło to przeszło do historii jako pierwsza opera świata muzułmańskiego, a także jako pierwsza opera narodowa w Azerbejdżanie.

## Główne postacie
- Madżnun - główny bohater - zakochany do szaleństwa w Lajli
- Lajla - ukochana Madżnuna
- Ojciec Lajli
- Ojciec Madżnuna
- Ibn Salam - mężczyzna wybrany przez rodzinę na męża Lajli

## Libretto
Opera opowiada tragiczną historię miłości dwojga młodych ludzi – Lajli i Madżnuna. Młodzi zakochali się w sobie, a ich uczucie rozkwitało do momentu, kiedy zaczęto o nim plotkować. Rodzina Lajli obawiała się utraty honoru, więc rodzice dziewczyny zdecydowali, że zakochani nie będą się widywać. Gdy rodzice zaaranżowali małżeństwo Lajli z innym mężczyzną, główny bohater popada w obłęd – staje się tytułowym „Madżnunem” („szalony z miłości”). Zaczął uciekać na pustynię, gdyż coraz trudniej było mu żyć wśród ludzi, a swój ból i tęsknotę wyrażał w pieśniach. Miłość do Lajli staje się jego obsesją, nie mogą mu pomóc rodzice, ani przyjaciele. Lajla również tęskni za ukochanym, ale nie może sprzeciwić się rodzinie i zostaje wydana za mąż. Ostatecznie jednak umiera z rozpaczy. Madżnun odnajduje jej grób i umiera przy nim, kończąc w ten sposób tragiczną historię miłości.

## Muzyka
Opera Hacıbəyova to synteza tradycyjnej muzyki mugam z europejską formą operową. Kompozytor stworzył nowatorską strukturę opery, łącząc styl recytatywny z mugamami wykonywanymi przez śpiewaków.
Opera mugam jest sceniczną opowieścią muzyczną wystawianą w aktach. Utwór składa się z partii wokalnych i instrumentalnych, śpiewakom towarzyszy orkiestra, a obok partii solowych występują też ansamblowe. Tak jak opera barokowa opierała się na figurach retorycznych związanych z afektami, tak opera mugam wyraża emocje za pomocą tradycyjnych środków muzycznych. Ekspresyjne solowe partie wokalne są improwizowane przez śpiewaka w ramach ustalonego mugamu. Partie Madżnuna zawierają wiele ornamentów wokalnych, oddających jego szaleńczą miłość i duchowe uniesienia, jak sega w romantycznych fragmentach, czy szusztar wyrażający smutek w najbardziej przejmujących chwilach. Dla widzów europejskich dzieło może być trudne w odbiorze z uwagi na egzotyczną odmienność w sposobie narracji, środkach wyrazu, skalach, czy emisji głosu.
Orkiestracja Hajibeyova również łączy elementy tradycyjne i klasyczne. Prapremierowa orkiestra miała dość skromną obsadę: składała się głównie ze smyczków, a w scenach mugamowych śpiewakom towarzyszył tradycyjny instrument strunowy – tar. Później orkiestra została rozszerzona o instrumenty dęte drewniane i blaszane w celu zwiększenia dynamiki i kolorystyki dźwiękowej, instrumenty perkusyjne podkreślające rytmiczność oraz instrumenty tradycyjne, uwypuklające orientalny charakter dzieła: kemancze i surma.